# Narubadin Weerawatnodom
Narubadin Weerawatnodom (in thailandese นฤบดินทร์ วีรวัฒโนดม; Ayutthaya, 12 luglio 1994) è un calciatore thailandese, difensore del Buriram Utd e della nazionale thailandese.

## Palmarès

### Club

#### Competizioni nazionali
- Thai League: 7

Buriram United: 2015, 2017, 2018, 2021-2022, 2022-2023, 2023-2024, 2024-2025
- Thai FA Cup: 3

Buriram United: 2015, 2022-2023, 2024-2025
- Thai League Cup: 1

Buriram United: 2015, 2016